# F Sharp
F# (F sharp) is een mix van een functionele en een objectgeoriënteerde programmeertaal voor het .NET-platform van Microsoft.

## Kenmerken
Net als bij de andere .NET-talen (zoals C#, VB.NET en J#) zijn de .NET-bibliotheken beschikbaar. Een CTP (Community Technical Preview) voor Visual Studio zorgt ervoor dat je F#-applicaties kunt schrijven in een voor veel programmeurs bekende interface, en dat de geschreven programmeercode direct gecontroleerd wordt op fouten.
F# is ontworpen door Don Syme in de labs van Microsoft. De kern van de taal is ongeveer gelijk aan die van de Caml-programmeertaal, maar F# heeft zelf ook een standaard library, die ontworpen is om compatibel te zijn met de Ocaml-library.
Omdat F# gebruikmaakt van dezelfde CLR (Common Language Runtime) zoals C# en VB.NET, is het met F# direct mogelijk om samen te werken met Microsofts gamestudio XNA, en hiermee op erg eenvoudige wijze games te ontwikkelen.

## Geschiedenis
Aangezien F# net als JoCaml, MetaOCaml en OcamlP3l een dialect is van de Caml-programmeertaal is het moeilijk te zeggen wanneer er precies begonnen is met de ontwikkeling van F#. Versie 1 van de taal is ergens in 2005 vrijgegeven. De meest recente versie van de taal is 2.0 en deze versie is gepubliceerd op 12 april 2010.

## Sterke punten van F#
- F# is een scripttaal, maar het heeft de snelheid van C#, onder andere door strong typing
- Een hele rij aan beschikbare functies en bibliotheken vanuit het .NET Framework
- Een plug-in voor naadloze integratie met Visual Studio
- Geavanceerde technieken zoals property discovery en reflectie
- F# heeft standaard uitbreidingen, onder andere voor object georiënteerd programmeren
- F# kan net zoals de andere .NET-onderdelen probleemloos samenwerken met de andere programmeertalen en gebruikmaken van de tools die beschikbaar zijn

## Voorbeelden
Hello World in F#
```
 
(* Dit kleine programmaatje print "Hello World" op de commandline *)

 
printfn
 
"Hello World"

```

Winforms in F#
```
 
open
 
System

 
open
 
System
.
Windows
.
Forms

 
 
(* Het form aanmaken en de hoogte, breedte en de titel setten *)

 
let
 
form
 
=
 
new
 
Form
()

 
form
.
Width
 
<-
 
400

 
form
.
Height
 
<-
 
400

 
form
.
Text
 
<-
 
"F# WinForms voorbeeld voor Wikipedia"

 
 
(* Menu bar, menus *)

 
let
 
mMain
 
=
 
form
.
Menu
 
<-
 
new
 
MainMenu
()

 
let
 
mFile
 
=
 
form
.
Menu
.
MenuItems
.
Add
(
"&File"
)

 
let
 
miQuit
 
=
 
new
 
MenuItem
(
"&Quit"
)

 
let
 
_
 
=
 
mFile
.
MenuItems
.
Add
(
miQuit
)

 
 
(* RichTextView voor de tekst *)

 
let
 
textB
 
=
 
new
 
RichTextBox
()

 
textB
.
Dock
 
<-
 
DockStyle
.
Fill
  
 
textB
.
Text
 
<-
 
"Gefeliciteerd! Je eerste F# WinForms project is een feit!"

 
form
.
Controls
.
Add
(
textB
)
    
 
 
(* Menuopties afvangen *)

 
let
 
opExitForm
 
sender
 
args
 
=
 
form
.
Close
()

 
miQuit
.
add_Click
(
new
 
EventHandler
(
opExitForm
))

 
 
(* En uitvoeren! *)
  
 
Application
.
Run
(
form
)

```